# کورنلیا دال
کورنلیا دال (انگلیسی: Cornelia Doll; ۳۰ ژوئن ۱۹۵۸ – ۲۱ مارس ۲۰۲۲) بازیکن فوتبال اهل آلمان بود که در ۲۱ مارس ۲۰۲۲ در سن ۶۳ سالگی درگذشت.
از باشگاه‌هایی که در آن بازی کرده است می‌توان به باشگاه فوتبال بایرن مونیخ اشاره کرد.
وی همچنین در تیم ملی فوتبال زنان آلمان بازی کرده است.

## زندگی‌نامه

### باشگاهی
کورنلیا دال در گیزینگ، یک شهرک در ایالت باواریا، به دنیا آمد و بزرگ شد و از ۱۹۷۵ تا ۱۹۸۵، به مدت ده سال، در پست مدافع، عضوی از باشگاه فوتبال زنان بایرن مونیخ بود. کورنلیا دال در طول دوران حضورش در این باشگاه، او چهار بار به فینال قهرمانی آلمان با مونیخی‌ها رسید. در ۲۰ ژوئن ۱۹۷۶، او برای اولین بار با تیمش به فینال رسید، پس از اینکه در مرحله گروهی گروه ۳ با نتیجه کلی در برابر شورندورف و قهرمانان وقت آلمان باشگاه فوتبال بونر شکست خوردند. مسابقه با تیم تنیس بروسیا برلین در استادیوم لایمباخ در زیگن برگزار شد که در پایان ۴–۲ پس از وقت اضافی شکست خوردند، در حالی که در پایان ۶۰ دقیقه زمان قانونی بازی، نتیجه ۲–۲ بود.
در ۱۷ و ۲۴ ژوئن ۱۹۷۹، او با بایرن مونیخ در آخرین فینال دو مرحله‌ای برای قهرمانی آلمان بازی کرد که در برابر باشگاه فوتبال برگیش گلادباخ ۰۹ بود، بازی در استادیوم شهری در خیابان گرونوالدر با نتیجه ۲–۳ به پایان رسید و در استادیوم ان در پافرادر استرابه با نتیجه ۱–۰ شکست خوردند. در بازی اول، او تنها گل خود را در فینال‌ها با گل ابتدایی در دقیقه هفتم به ثمر رساند.
او همچنین سه سال بعد با بایرن مونیخ به سومین فینال خود در برابر باشگاه فوتبال برگیش گلادباخ ۰۹ رسید. در بازی ۱۷ ژوئن ۱۹۸۲ در استادیوم خیابان پافراخر، تیمش با نتیجه ۶–۰ شکست خورد.
او آخرین بار در ۳۰ ژوئن ۱۹۸۵ با تیمش به فینال رسید که در استادیوم خیابان وستندر در دویسبورگ با گل در دقیقه ۷۶ به نفع باشگاه فوتبال زنان دویسبورگ به پایان رسید. در این سال فینال به صورت تک بازی انجام شد.

## دوران ملی
دال چهار بازی ملی برای تیم ملی فوتبال زنان آلمان انجام داد. اولین بار در ۲۴ سپتامبر ۱۹۸۳ در سوندربورگ در شکست ۰–۱ تیم ملی بزرگسالان در مرحله انتخابی برای اولین قهرمانی زنان اروپا در ۱۹۸۴ در برابر تیم ملی فوتبال زنان دانمارک بود. تمام سه بازی بین‌المللی دیگر او در سال ۱۹۸۴ انجام شد، که می‌توان به باخت: ۲–۱ در برابر تیم ملی فوتبال زنان ایتالیا (۲۵ ژانویه در میلان ایتالیا)، ۱–۴ در برابر تیم ملی فوتبال زنان نروژ (۲ مه در هلمشتت آلمان) و ۲–۰ در برابر تیم ملی فوتبال زنان بلژیک (در ۲۳ اوت در کائورله ایتالیا) اشاره کرد.

## مربی‌گری
از ۱۹۸۷ تا ۱۹۹۱، کورنلیا دال جانشین اینگ مایرهوفر به عنوان مربی در باشگاه فوتبال زنان بایرن مونیخ شد و از ۱۹۹۰ نیز در بوندسلیگای زنان که به تازگی تأسیس شده بود، فعالیت کرد. سپس او توسط پیتر کونیگ جایگزین شد.

## مرگ
کورنلیا دال در تاریخ ۲۱ مارس ۲۰۲۲، در سن ۶۳ سالگی پس از یک بیماری طولانی درگذشت.

## دستاوردها
قهرمان آلمان: ۱۹۷۶
نایب قهرمان: ۱۹۷۹، ۱۹۸۲، ۱۹۸۵